# Britta Backlund
Britta Backlund, née le 7 mars 1996, est une skieuse de vitesse suédoise.

## Biographie
En 2019 et 2023, elle est sacrée Championne du monde de ski de vitesse (S1) à Vars.
Elle remporte 4 fois la Coupe du monde de ski de vitesse (S1) : en 2019, 2020 et 2021 et 2023.
Elle établit son record personnel avec une vitesse de 244,93 km/h en 2023 à Vars, la seconde meilleure performance mondiale de tous les temps en 2023.